# Marliens
Marliens és un municipi francès, situat al departament de la Costa d'Or i a la regió de Borgonya - Franc Comtat. L'any 2007 tenia 447 habitants.

## Demografia

### Població
El 2007 la població de fet de Marliens era de 447 persones. Hi havia 145 famílies, de les quals 20 eren unipersonals (8 homes vivint sols i 12 dones vivint soles), 36 parelles sense fills, 85 parelles amb fills i 4 famílies monoparentals amb fills.
La població ha evolucionat segons el següent gràfic:
Habitants censats

### Habitatges
El 2007 hi havia 152 habitatges, 147 eren l'habitatge principal de la família, 1 era una segona residència i 4 estaven desocupats. 146 eren cases i 6 eren apartaments. Dels 147 habitatges principals, 131 estaven ocupats pels seus propietaris, 13 estaven llogats i ocupats pels llogaters i 3 estaven cedits a títol gratuït; 6 tenien dues cambres, 11 en tenien tres, 29 en tenien quatre i 101 en tenien cinc o més. 129 habitatges disposaven pel capbaix d'una plaça de pàrquing. A 42 habitatges hi havia un automòbil i a 99 n'hi havia dos o més.

### Piràmide de població
La piràmide de població per edats i sexe el 2009 era:
| Homes | Edats   | Dones |
| ----- | ------- | ----- |
| 0     | 95 o +  | 0     |
| 0     | 90 a 94 | 3     |
| 0     | 85 a 89 | 0     |
| 1     | 80 a 84 | 1     |
| 1     | 75 a 79 | 0     |
| 1     | 70 a 74 | 4     |
| 3     | 65 a 69 | 2     |
| 5     | 60 a 64 | 4     |
| 9     | 55 a 59 | 7     |
| 18    | 50 a 54 | 18    |
| 20    | 45 a 49 | 16    |
| 17    | 40 a 44 | 21    |
| 13    | 35 a 39 | 15    |
| 18    | 30 a 34 | 18    |
| 16    | 25 a 29 | 14    |
| 16    | 20 a 24 | 10    |
| 18    | 15 a 19 | 19    |
| 18    | 10 a 14 | 11    |
| 16    | 5 a 9   | 14    |
| 17    | 0 a 4   | 7     |

## Economia
El 2007 la població en edat de treballar era de 308 persones, 255 eren actives i 53 eren inactives. De les 255 persones actives 241 estaven ocupades (128 homes i 113 dones) i 14 estaven aturades (6 homes i 8 dones). De les 53 persones inactives 21 estaven jubilades, 18 estaven estudiant i 14 estaven classificades com a «altres inactius».

### Ingressos
El 2009 a Marliens hi havia 150 unitats fiscals que integraven 428 persones, la mediana anual d'ingressos fiscals per persona era de 19.983,5 €.

### Activitats econòmiques
Dels 9 establiments que hi havia el 2007, 1 era d'una empresa extractiva, 1 d'una empresa de construcció, 1 d'una empresa de comerç i reparació d'automòbils, 2 d'empreses de transport, 1 d'una empresa d'informació i comunicació, 1 d'una empresa immobiliària i 2 d'empreses de serveis.
L'únic servei als particulars que hi havia el 2009 era una lampisteria.
L'any 2000 a Marliens hi havia 5 explotacions agrícoles.

## Equipaments sanitaris i escolars
El 2009 hi havia una escola elemental integrada dins d'un grup escolar amb les comunes properes formant una escola dispersa.

## Poblacions més properes
El següent diagrama mostra les poblacions més properes.